# Pamiętnik jedynaczki
Pamiętnik jedynaczki – powieść Hanny Kowalskiej-Pamięty, wydana w 2004 roku przez Wydawnictwo Skrzat.

## Zarys fabuły
Paulina Kozińska jest jedynaczką. Jest to dla niej utrapienie, ponieważ jej rodzina nie jest bardzo duża: oprócz rodziców ma tylko dwie ciocie, wujka i jedną kuzynkę-mężatkę. Paulina bardzo chciałaby mieć psa, ale rodzice nie zgadzają się na to, gdyż nie mają w domu odpowiednich warunków dla psa.
Pewnego dnia, gdy Paula jechała na gapę tramwajem do szkoły z koleżanką z klasy, Anką, do tramwaju wszedł kontroler i sprawdzał bilety. Paulina udawała, że szuka biletu, a tracąc nadzieję na to, że kontroler sobie pójdzie, ktoś wetknął jej bilet w dłoń. Paulina była tym bardzo zdziwiona i postanowiła odszukać tego "kogoś".
W szkole Paulinę dręczy nauczycielka od matematyki, pani Abramska. Dziewczyna jest przez nią ciągle odpytywana. Uważa nawet, że Abramska pyta tylko wtedy kiedy Paula nie zgłosi nieprzygotowania (dwa razy zgłosiła i się okazało, że nie ma odpytywania).
Paula ma też inny problem. Spotkała chłopaka, "Dzikiego", który nie chce jej wyjawić swojego imienia i nazwiska. Paula dopiero na imprezie organizowanej przez jego kolegę, Jacka, dowiaduje się, że "Dziki" to w rzeczywistości Maciek Abramski, syn nauczycielki od matematyki.
Mama Pauli także skrywa sekret: dowiaduje się, że została adoptowana, ale nie chce tego powiedzieć córce. W końcu jednak zdobywa się na odwagę i mówi Pauli, że niedawno odnalazła swojego rodzonego brata. Ich matka oddała dzieci do adopcji, bo sądziła, że nie zdoła się nimi zająć. W ten sposób brat Anny Kozińskiej mieszkał w Gdańsku, a ona w Warszawie.
Dzięki temu, wyjaśnia się sprawa niechęci Abramskiej do Pauliny. Okazuje się, że Paula ma kuzynkę, Baśkę, która jest do niej podobna, jak siostra-bliźniaczka. Ciotka Baśki jest dyrektorem gimnazjum, do którego ona uczęszcza, więc zawsze się za nią wstawiała. Natomiast pani Abramska, kiedyś uczyła Baśkę. Niestety dziewczyna często się z niej naśmiewała i krytykowała ją na głos i nauczycielka zapałała do niej nienawiścią. Gdy się okazało, że w nowej szkole będzie druga Baśka, to nauczycielka postanowiła się na niej zemścić za swoją krzywdę. Ale po wyjaśnieniu sprawy, Abramska stała się miła dla Pauliny.
Pewnego dnia Paulina znalazła psa, Trampa. Opiekowała się nim, ale nie zaniosła go do domu. Więc pies zamieszkał u sąsiadki jej koleżanki. Niestety z tego wynikly kłopoty. Starsza pani miała wnuczkę, która regularnie okradała ją z cennej biżuterii. Jednak kobieta oskarżyła o to Paulinę. Ta postanowiła udowodnić pomyłkę i udało jej się to, a starsza pani przeprosiła Kozińską.
Przyjaciółka Pauliny, Beata, postanowiła zamieścić swoje zdjęcie w "Kolorowej Nastolatce" i poznała przez to wspaniałego "chłopaka", z którym pisała listy. Niestety okazało się, że "chłopak" to Anka, Kaśka i Małgośka – koleżanki z klasy Beaty, Iwony i Pauliny, które postanowiły zrobić żart dziewczynie. Na szczęście, Beata zeszła się z Krzyśkiem, nowym chłopakiem w klasie, i utarła nosa złośliwym koleżankom.

## Bohaterowie
- Paulina Kozińska (Paula) – główna bohaterka. Ma 13 lat. Jest jedynaczką. Bardzo chciałaby mieć psa, ale jej rodzice się na to nie zgadzają. Paulina jest wysoka, czego w sobie nie lubi. Jej kuzynka, Baśka, denerwowała panią Abramską i przez to Paulina miała problemy z nauczycielką. Podoba jej się syn Abramskiej, Maciek, który jest jej cichym wielbicielem.
- Maciek Abramski (Dziki) – syn pani Abramskiej. Chciał odnaleźć Baśkę, aby zemścić się na niej za dokuczanie matce. Pewnego dnia spotkał Paulinę. To on dał dziewczynie bilet, którego potrzebowała, aby dać kanarowi. Jest cichym wielbicielem Pauliny.
- Anna Kozińska – mama Pauliny. Została adoptowana. Przed adopcją nazywała się Klara Pawlicka. Ma brata Andrzeja.
- Waldemar Koziński – tata Pauliny.
- pani Abramska – nauczycielka matematyki, która zatruwała Paulinie życie ciągle ją odpytując. Sądziła, że Paulina to Baśka, która uprzykrzyła jej życie w poprzedniej szkole. Po wyjaśnieniu sprawy polubiła młodą Kozińską.
- Iwona – najlepsza przyjaciółka Pauliny.
- Beata – najlepsza przyjaciółka Pauliny. Ma chłopaka, Krzyśka, który chodzi z nią do klasy.
- Andrzej Pawlicki – wujek Pauliny. Ojciec Baśki.
- Baśka Pawlicka – kuzynka Pauliny. Jest do niej podobna, jak siostra-bliźniaczka. Uprzykrzyła życie Abramskiej, przez co Paulina miała kłopoty z nauczycielką.
- ciocia Małgosia – ciocia Pauliny.
- ciocia Ela – ciocia Pauliny. Ma córkę Kryśkę.
- Kryśka – kuzynka Pauliny. Ma męża Bartka, i córkę Emilkę.
- Krzysiek – chłopak Beaty.
- Jacek – przyjaciel Maćka Abramskiego.